# マゴメド・クルバノフ
マゴメド・ラマザノビッチ・クルバノフ（Magomed Ramazanovich Kurbanov、1995年8月3日 - ）は、ロシアのプロボクサー。ダゲスタン共和国出身。

## 来歴
2015年6月9日、RCC・ボクシング・プロモーションズと契約しプロデビュー。
2017年5月5日、エカテリンブルグのDIVSでヴィルギリウス・スタプリオニスとWBOインターコンチネンタルスーパーウェルター級王座決定戦を行い、9回2分34秒TKO勝ちを収め王座を獲得した。
2024年3月8日、サウジアラビア・リヤドのキングダム・アリーナで行われたアンソニー・ジョシュア対フランシス・ガヌー戦の前座のWBA世界スーパーウェルター級王座決定戦で同級1位のイスラエル・マドリモフと対戦し、5回2分20秒TKO負けを喫しキャリア初黒星と同時に王座獲得に失敗した。なお、2024年3月2日にマドリモフが試合を管理するBBBofCのメディカルチェックで不合格となり一度は中止が報じられていたが、その後の再検査で異常なしと確認され中止を撤回、試合は予定通り行われた。

## 獲得タイトル
- ABCアジアスーパーウェルター級シルバー王座
- WBO世界スーパーウェルター級ユース王座
- WBOインターコンチネンタルスーパーウェルター級王座
- WBOインターナショナルスーパーウェルター級王座